# Luca Betti
Luca Betti (ur. 22 lutego 1978 w Cuneo) – włoski kierowca rajdowy. W 2011 roku wywalczył rajdowe wicemistrzostwo Europy.

## Życiorys
Swoją karierę rajdową Betti rozpoczął w 1998 roku. Zaczął wówczas startować Fiatem Cinquecento Sporting w Fiat Cinquecento Trofeo, a jego debiutem był start w Rajdzie Ciocco. W serii tej odniósł cztery zwycięstwa. Z kolei rok później startował w mistrzostwach Włoch Fiatem Seicento Sporting. W listopadzie 2000 roku zadebiutował w mistrzostwach świata. Pilotowany przez Paolo del Grande i jadący Renaultem Clio 16 S nie ukończył wówczas Rajdu Wielkiej Brytanii. W 2001 roku zaliczył cztery starty w mistrzostwach świata, ale ukończył tylko jeden, Rajd Wielkiej Brytanii (39. miejsce). W latach 2002–2003 jeździł w mistrzostwach Włoch.
W 2004 roku Betti wziął udział w serii Junior WRC jadąc samochodem Peugeot 206 XS S1600, a następnie Fiat Punto S16000. Zdobył 3 punkty za zajęcie 6. miejsca w JWRC w Rajdzie Wielkiej Brytanii. W 2005 roku jeździł w JWRC Renaultem Clio S16000. Zajął 8. miejsce i czterokrotnie zdobywał punkty w swojej serii: w Rajdzie Monte Carlo (5. miejsce), w Rajdzie Sardynii (4. miejsce), w Rajdzie Finlandii (4. miejsce) i w Rajdzie Niemiec (6. miejsce). Z kolei w 2006 roku trzykrotnie zdobył punkty w JWRC: w Rajdzie Sardynii (6. miejsce), Rajdzie Niemiec (8. miejsce) i Rajdzie Wielkiej Brytanii (2. miejsce).
W 2007 roku Betti jeździł w serii Intercontinental Rally Challenge oraz w mistrzostwach Europy. W 2008 roku zajął 6. miejsce w mistrzostwach Europy, a w 2009 roku był w nich czwarty. Dwukrotnie stanął wówczas na podium - był trzeci w Rajdzie Chorwacji i drugi w Rajdzie Ypres. W 2010 roku ponownie zajął 4. lokatę w mistrzostwach Europy. Zajął m.in. 2. miejsce w Rajdzie Chorwacji, 3. miejsce w Rajdzie Ypres oraz zwyciężył w Rajdzie Antibes.
W 2011 roku Betti wywalczył rajdowe wicemistrzostwo Europy. W sezonie 2011 sześciokrotnie stawał na podium w tych zawodach: w Rajdzie Chorwacji (2. miejsce), w Rajdzie Bosforu (1. miejsce), w Rajdzie Bułgarii (3. miejsce), w Rajdzie Madery (2. miejsce), w Rajdzie Asturii (1. miejsce) i w Rajdzie Antibes (2. miejsce).

## Występy w rajdach WRC
| Sezon | Zespół     | Samochód                                                       | 1      | 2       | 3          | 4             | 5          | 6         | 7      | 8             | 9         | 10            | 11            | 12              | 13        | 14        | 15              | 16              | Punkty | Miejsce |
| ----- | ---------- | -------------------------------------------------------------- | ------ | ------- | ---------- | ------------- | ---------- | --------- | ------ | ------------- | --------- | ------------- | ------------- | --------------- | --------- | --------- | --------------- | --------------- | ------ | ------- |
| 2000  | Luca Betti | Renault Clio 16S                                               | Monako | Szwecja | Kenia      | Portugalia    | Hiszpania  | Argentyna | Grecja | Nowa Zelandia | Finlandia | Cypr          | Francja       | Włochy          | Australia | NU        |                 |                 | 0      | -       |
| 2001  | Luca Betti | Renault Clio Williams Mitsubishi Lancer Evo V Fiat Punto S1600 | Monako | Szwecja | Portugalia | NU            | Argentyna  | Cypr      | NU     | Kenia         | NU        | Nowa Zelandia | Włochy        | Francja         | Australia | 39        |                 |                 | 0      | -       |
| 2004  | Luca Betti | Peugeot 206 XS S1600 Fiat Punto S1600                          | NU     | Szwecja | Meksyk     | Nowa Zelandia | Cypr       | NU        | NU     | Argentyna     | NU        | Niemcy        | Japonia       | 26              | NU        | Francja   | NU              | Australia       | 0      | -       |
| 2005  | Luca Betti | Renault Clio S1600                                             | 16     | Szwecja | Meksyk     | Nowa Zelandia | 21         | Cypr      | Turcja | NU            | Argentyna | 21            | 20            | Wielka Brytania | Japonia   | NU        | NU              | Australia       | 0      | -       |
| 2006  | Luca Betti | Renault Clio S1600                                             | Monako | Szwecja | Meksyk     | NU            | NU         | Argentyna | 24     | Grecja        | 26        | Finlandia     | Japonia       | Cypr            | Turcja    | Australia | Nowa Zelandia   | 22              | 0      | -       |
| 2007  | Luca Betti | Renault Clio S1600                                             | 19     | Szwecja | Norwegia   | Meksyk        | Portugalia | Argentyna | Włochy | Grecja        | Finlandia | Niemcy        | Nowa Zelandia | Hiszpania       | Francja   | Japonia   | Irlandia        | Wielka Brytania | 0      | -       |
| 2008  | Luca Betti | Honda Civic Type-R R3                                          | 19     | Szwecja | Meksyk     | Argentyna     | Jordania   | Włochy    | Grecja | Turcja        | Finlandia | Niemcy        | Nowa Zelandia | Hiszpania       | Francja   | Japonia   | Wielka Brytania |                 | 0      | -       |

## Występy w JWRC
| Sezon | Zespół     | Samochód                              | 1      | 2      | 3      | 4      | 5     | 6      | 7      | 8      | 9     | Punkty | Miejsce |
| ----- | ---------- | ------------------------------------- | ------ | ------ | ------ | ------ | ----- | ------ | ------ | ------ | ----- | ------ | ------- |
| 2004  | Luca Betti | Peugeot 206 XS S1600 Fiat Punto S1600 | MCO NU | GRE NU | TUR NU | FIN NU | GBR 6 | ITA NU | ESP 10 |        |       | 3      | 16.     |
| 2005  | Luca Betti | Renault Clio S1600                    | MCO 5  | MEX    | ITA 4  | GRE NU | FIN 4 | DEU 6  | FRA NU | ESP NU |       | 17     | 8.      |
| 2006  | Luca Betti | Renault Clio S1600                    | SWE    | ESP NU | FRA NU | ARG    | ITA 6 | DEU 8  | FIN    | TUR    | GBR 2 | 12     | 13.     |

## Występy w rajdach IRC
| Sezon | Zespół           | Samochód                                   | 1      | 2      | 3      | 4      | 5      | 6      | 7      | 8     | 9   | 10  | 11  | 12  | 13 | Punkty | Miejsce |
| ----- | ---------------- | ------------------------------------------ | ------ | ------ | ------ | ------ | ------ | ------ | ------ | ----- | --- | --- | --- | --- | -- | ------ | ------- |
| 2007  | J.A.S Motorsport | Honda Civic Type-R                         | SAF    | TUR 10 | YPR NU | ROS NU | MAD NU | BAR 21 | SAN 21 | VAL 5 | CHI |     |     |     |    | 4      | 22.     |
| 2008  | Luca Betti       | Mitsubishi Lancer Evo IX Peugeot 207 S2000 | STA NU | POR    | YPR 12 | ROS    | MAD 19 | BAR 12 | AST    | SAN   | VAL | CHI |     |     |    | 0      | -       |
| 2009  | Luca Betti       | Peugeot 207 S2000                          | MON    | KUR    | SAF    | AZO    | YPR 9  | ROS    | MAD    | BAR   | AST | SAN | SZK |     |    | 0      | -       |
| 2010  | Luca Betti       | Peugeot 207 S2000                          | MON NU | KUR    | ARG    | KAN    | SAR    | YPR 8  | AZO    | MAD   | BAR | SAN | SZK | CYP |    | 1      | 51.     |
| 2011  | Luca Betti       | Peugeot 207 S2000                          | MON NU | KAN    | KOR    | JAŁ    | YPR NU | AZO    | BAR 24 | MEC   | SAN | SZK | CYP |     |    | 0      | -       |